# Cessez-le-feu (film, 2016)
Pour les articles homonymes, voir Cessez le feu (homonymie).
Pour plus de détails, voir Fiche technique et Distribution.
Cessez-le-feu est un film dramatique historique franco-belge écrit et réalisé par Emmanuel Courcol, sorti en 2016.
Il est sélectionné « Piazza Grande » et projeté en avant-première mondiale au Festival international du film de Locarno en août 2016.

## Synopsis
De retour d'Afrique, où il s'était réfugié pour fuir les mauvais souvenirs de la Première Guerre mondiale, Georges, ancien soldat, retrouve la France, sa mère et son frère, Marcel. Ce dernier est invalide de guerre ; il est mutique, à la suite d'un traumatisme. 

Petit à petit, Georges se reconstruit grâce à Hélène, professeur de langue des signes…

## Fiche technique
- Titre original : Cessez-le-feu
- Titre international : Ceasefire
- Réalisation : Emmanuel Courcol
- Scénario : Emmanuel Courcol
- Direction artistique : Mathieu Menut
- Costumes : Stephan Rollot et Édith Vesperini
- Photographie : Tom Stern et Yann Maritaud
- Son : Pascal Armant et Sébastien Marquilly
- Montage : Guerric Catala et Géraldine Rétif
- Musique : Jérôme Lemonnier
- Production : Christophe Mazodier ; Céline Chapdaniel (associée)
- Directeur de Production : Mat Troi Day
- Sociétés de production : Polaris Film Production et Finance ; Fontana, Umedia Production et la SOFICA Cofinova 11 (associée) ; Apaloosa Distribution, Adhésive Production, Compagnie Gama des Films et France 2 Cinéma (coproductions)
- Société de distribution : Le Pacte
- Pays d'origine :  France/ Belgique
- Langue originale : français
- Format : couleur
- Genre : drame historique
- Durée : 103 minutes[1]
- Date de sortie :
  - Suisse : 6 août 2016[1] (Festival international du film de Locarno)
  - France : 27 août 2016[2] (Festival du film francophone d'Angoulême) ; 19 avril 2017 (nationale)

## Distribution
- Romain Duris : Georges Laffont
- Grégory Gadebois : Marcel, le frère de Georges
- Céline Sallette : Hélène, professeur de langue des signes
- Maryvonne Schiltz : Louise, la mère de Georges
- Wabinlé Nabié : Diofo
- Julie-Marie Parmentier : Madeleine
- Arnaud Dupont : Philippe
- Yvon Martin : Fabrice
- Armand Éloi : Debaecker
- Fabrice Eberhard : Lavandier
- Mathilde Courcol-Rozès : Angèle
- Jean-Pierre Hammon : le fossoyeur

## Production

### Développement
Le film est produit par la société Polaris Film Production et Finance, représentée par Christophe Mazodier.

### Attribution des rôles
Dès octobre 2014, dans un article sur la sortie du film Geronimo de Tony Gatlif, où Céline Sallette interprète le rôle principal, Le Journal du dimanche révèle que cette « comédienne à suivre » sera aux côtés de Romain Duris dans Cessez-le-feu.
Sud Ouest annonce, en novembre de la même année, la présence à l'affiche de Grégory Gadebois et de Julie-Marie Parmentier.
Sur les lieux du tournage, le réalisateur Emmanuel Courcol recherche des figurants : sourds connaissant la langue des signes, personnes présentant des particularités physiques pouvant correspondre à des traumatismes de guerre, danseurs de java et de bal musette, hommes parlant l'italien, ainsi que des personnes d'origine asiatique parlant le chinois.

### Tournage
L'équipe ayant déjà tourné les scènes africaines au Burkina Faso et au Sénégal en trois semaines en mi-décembre 2014 et trois jours à Paris au début de janvier 2015, le premier tournage, en France, a lieu le 19 janvier 2015 en Ribéracois, au nord-ouest de la Dordogne qu'a choisi le producteur de Polaris Film Production et Finance Christophe Mazodier. Après un passage pour deux semaines en fin janvier à Aubeterre-sur-Dronne en Charente,, elle retrouve le département dordognot pour trois semaines à Javerlhac-et-la-Chapelle-Saint-Robert et à l'hôpital Vauclaire de Montpon-Ménestérol, du 2 au 6 février.

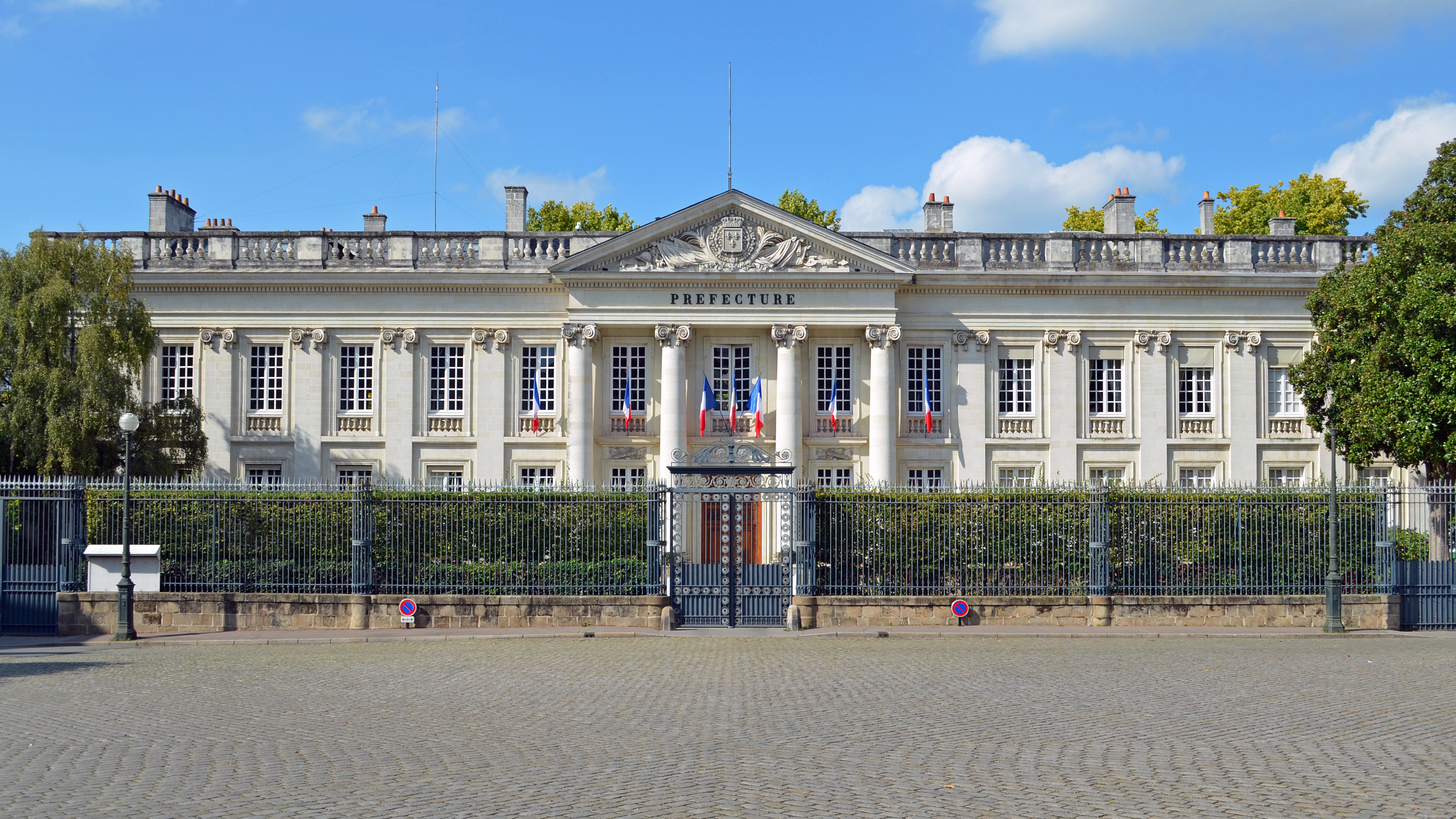
Premier jour du tournage à Nantes, sur la place Roger-Salengro avec une vue de l'hôtel de préfecture de la Loire-Atlantique.

Elle monte en Loire-Atlantique pour filmer les scènes entre Nantes et Angers. Tout d'abord, les prises de vues ont lieu en centre-ville de Nantes entre le 18 mai et 6 juin, dont le 18 mai sur la place Roger-Salengro avec une vue de l'hôtel de préfecture de la Loire-Atlantique sans oublier la rue du Général-Leclerc-de-Hauteclocque avec la cathédrale Saint-Pierre-et-Saint-Paul, le 19 mai sur le pont Saint-Mihiel ainsi que les quais alentour, le 20 au cours Cambronne et le 22 au cimetière Miséricorde.

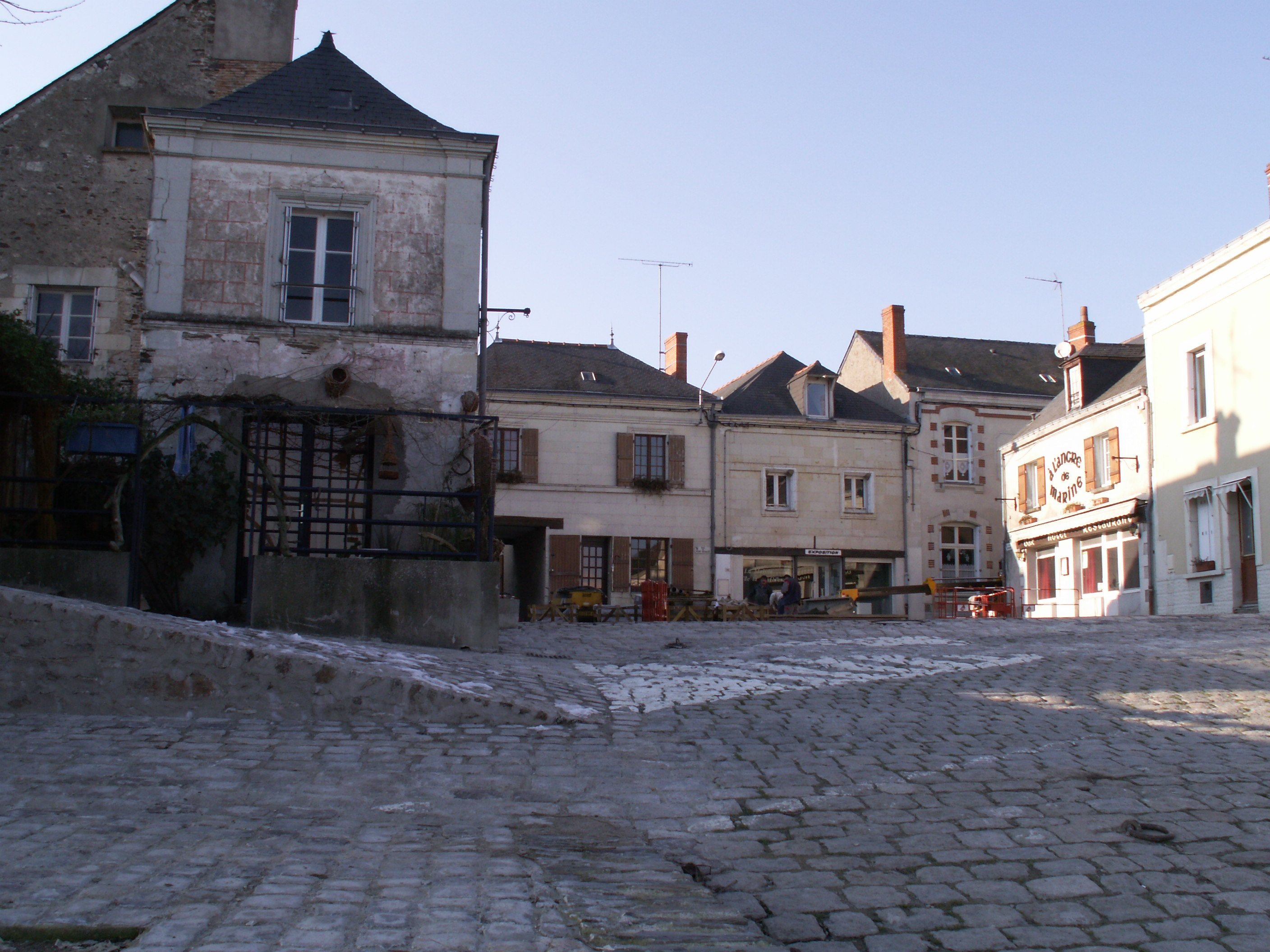
Place à la Pointe à Bouchemaine.

Subséquemment, elle se déplace en Maine-et-Loire pour joindre les villes Anjou, Saumur, Chanzeaux et la petite place Ruzebouc à La Pointe à Bouchemaine en fin mai. Au début de juin, elle gagne la commune de Marigné où elle plante les tranchées de 1914-18 pour servir « les souvenirs de guerre du capitaine Georges Laffont, des images qui vont longtemps hanter ses nuits », explique le réalisateur, et se trouve une énorme grue de quinze mètre de haut fixant une caméra qui permet de la plonger dans une des tranchées pour s'approcher de quelques poilus.

La page officiel de Cessez-le-feu sur Facebook annonce, le 6 juin, que le film est désormais « dans la boîte ! Le tournage s'est achevé en apothéose avec deux jours particulièrement intenses et spectaculaires dans les tranchées ».

## Accueil

### Festivals et sorties
Cessez-le-feu est sélectionné « Piazza Grande » et projeté en avant-première mondiale au Festival international du film de Locarno en août 2016, ainsi qu'« Avant-première » au Festival du film francophone d'Angoulême en fin du même mois. Sa sortie nationale s'annonce le 22 mars 2017.

## Distinctions

### Nominations et sélections
- Festival international du film de Locarno 2016[1] : « Piazza Grande »
- Festival du film francophone d'Angoulême 2016[2] : « Avant-premières »

### Documentation
- Dossier de presse Cessez-le-feu